# Symphony (yacht)
M/Y Symphony är en megayacht tillverkad av Feadship i Nederländerna. Hon levererades 2015 till sin ägare Bernard Arnault, en fransk affärsman. Symphony designades av Tim Heywood Design medan Zuretti designade interiören. Megayachten är 101,5 meter lång och har en kapacitet upp till 16 passagerare fördelat på åtta hytter. Den har en besättning på 50 besättningsmän och en helikopter.
Den kostade omkring €130 miljoner att bygga.

## Galleri

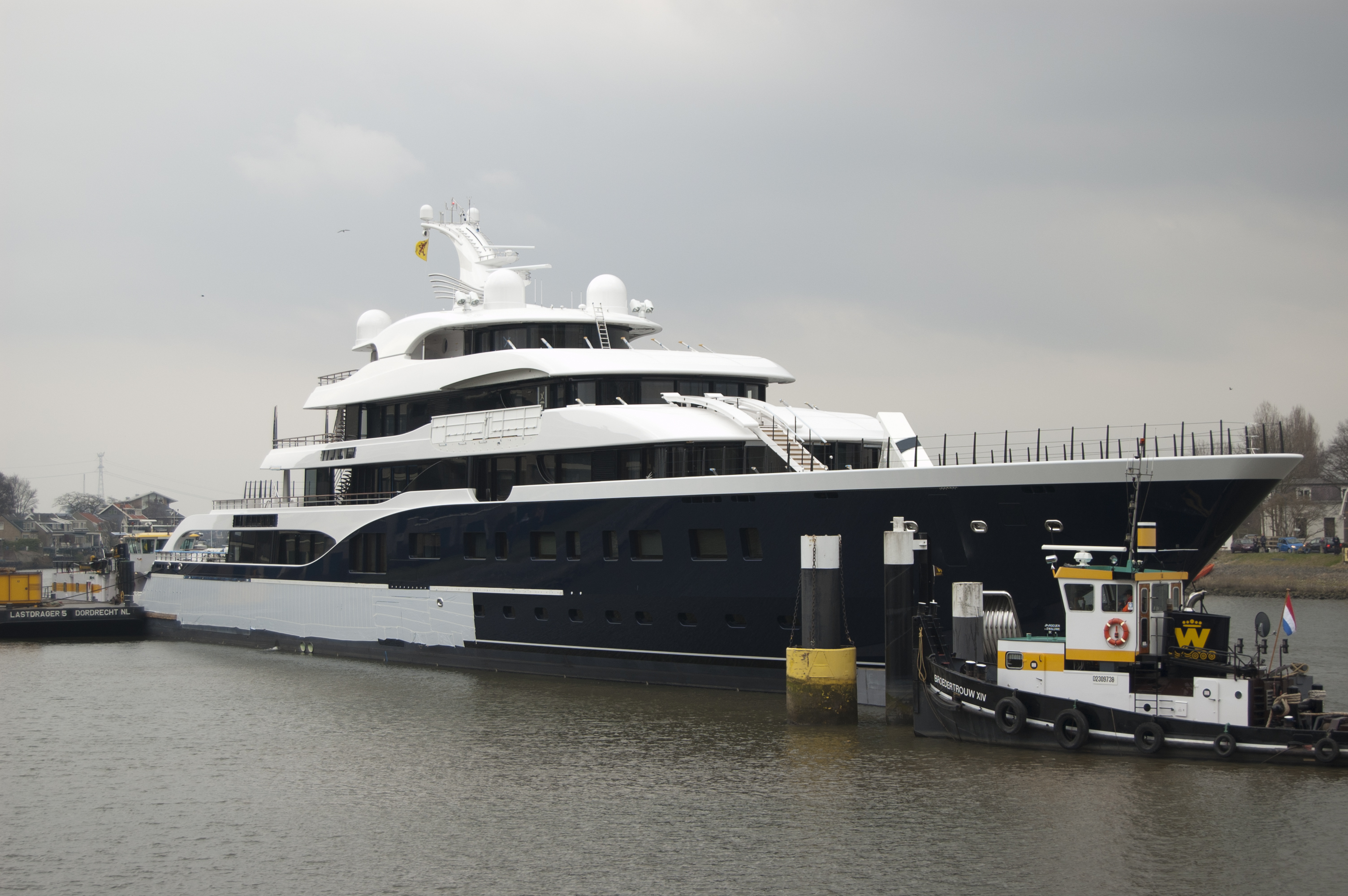
Symphony i Capelle aan den IJssel i Nederländerna, 2015.